# 安靖乡
安靖乡，是中华人民共和国四川省雅安市荥经县下辖的一个乡镇级行政单位。

## 行政区划
安靖乡下辖以下地区：
靖口村、民治村、长胜村、民建村、顺江村、安乐村、楠坝村和崃麓村。